# Breitspurbahn

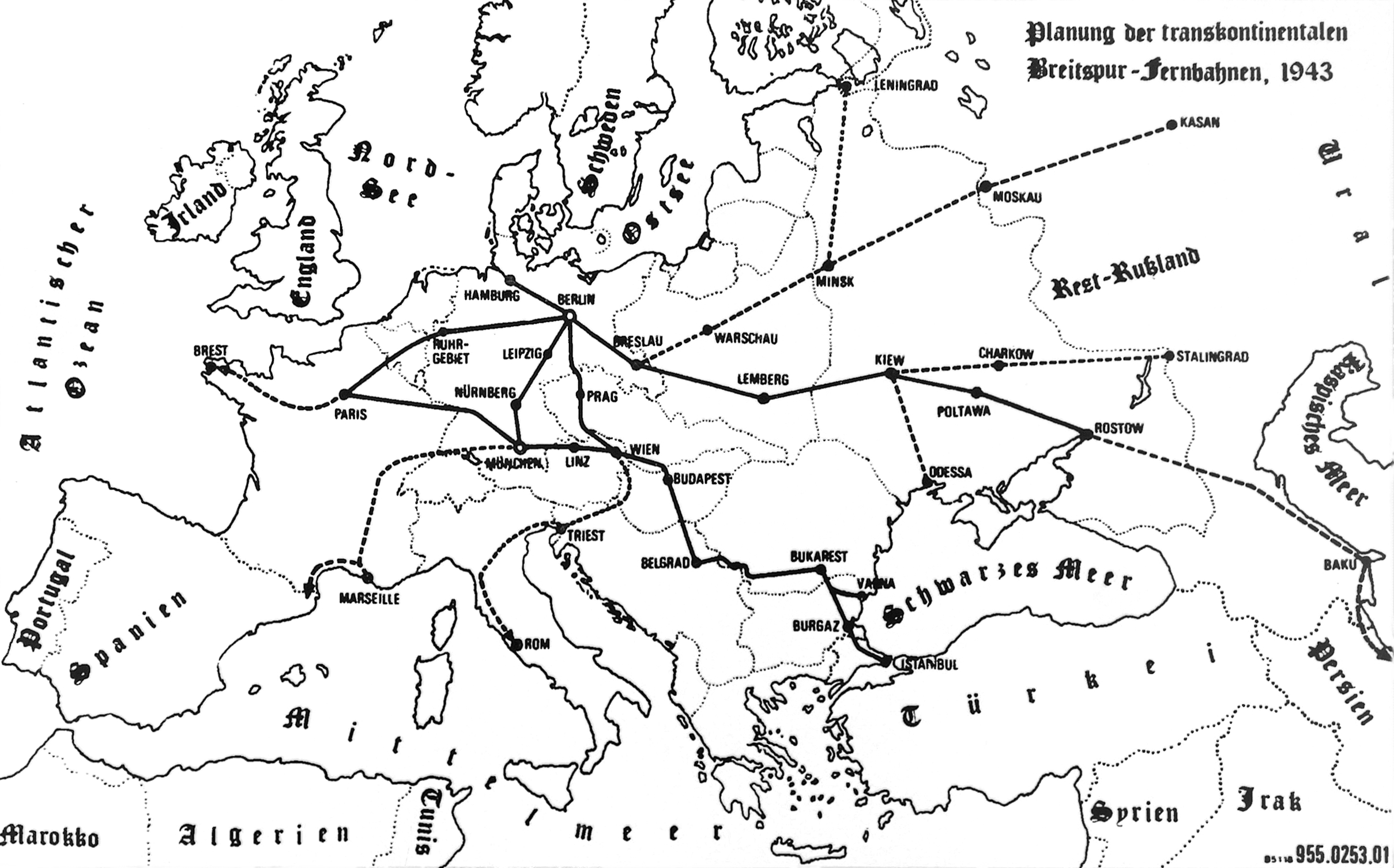
Proposta de roteiro 1943.

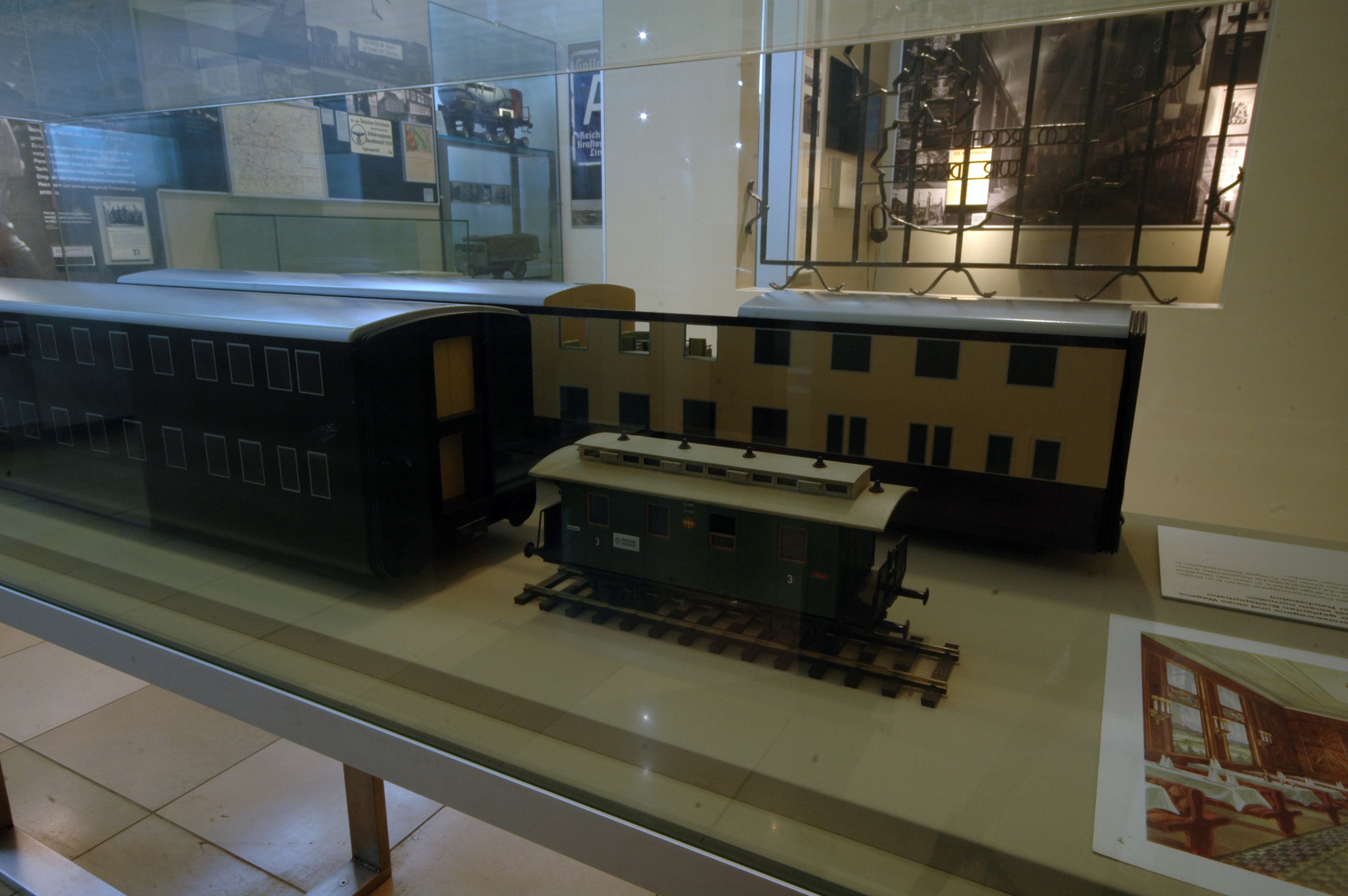
Modelos de vagões de dois andares no Museu DB, Nuremberga.

Diagrama

Breitspurbahn é literalmente traduzido do alemão para o português como "bitola larga". Foi um projeto idealizado durante o III Reich de Adolf Hitler, durante a Alemanha nazista. Consistia  em agrupar bitolas diferentemente em ferrovias já construídas na época (estas em bitola 1435 mm, utilizadas em expressiva maioria até hoje) resultando em bitolas de até mais de 3000 mm. Hitler tinha anseios de, assim, unir os maiores centros urbanos da Alemanha através de locomotivas e vagões enormes, que possibilitassem também o luxo dos passageiros. Os projetos foram realizados pela Empresa Ferroviária do Reich nazista e pela Indústria de Tecnologia Ferroviária alemã, de maio de 1942 aos últimos estágios da Segunda Guerra Mundial, em 1945

## Linhas propostas
- Leste-Oeste: Rostov - Stalino - Poltava - Kiev - Lviv - Cracóvia - Katowice - Wrocław - Cottbus - Welthauptstadt Germania (Berlim) - Hanôver - Bielefeld - Vale do Ruhr - Aachen - Liège - Saint-Quentin - Paris
- Norte-Sudeste: Hamburgo - Wittenbergen - Welthauptstadt Germania (Berlim) - Leipzig - Gota - Bamberg - Nuremberga - Munique - Simbach am Inn - Linz - Viena - Bratislava - Budapeste - Belgrado - Bucareste - Varna/Burgas - Istambul
- Norte-Sul-Paralela: Welthauptstadt Germania (Berlim) - Dresden - Ústí nad Labem - Praga - Jihlava - Znojmo - Viena - Trieste - Roma
- Leste-Oeste 2: Munique - Augsburgo - Estugarda - Karlsruhe - Metz - Reims - Paris - Marselha - Espanha